# Culte des rois Hùng
Au Vietnam, le culte des rois Hùng a lieu dans la province de Phú Thọ. Il consiste en un pèlerinage de quelques millions de personnes, dans des temples de cette région, et en diverses manifestations culturelles traditionnelles. En 2012, à la suite d'une décision de l'Unesco, « Le culte des rois Hùng à Phú Thọ » est officiellement intégré à la liste représentative du patrimoine culturel immatériel de l'humanité. 

## Pratiques
Dans la province de Phú Thọ, au Vietnam, un pèlerinage lié à ce culte a lieu sur le mont Nghĩa Lĩnh, vers le temple des rois Hùng, premiers rois du Vietnam. Un culte des ancêtres est pratiqué et les prières ont pour objet une récolte abondante, un climat favorable, de la chance et une bonne santé. 
La fête ancestrale de commémoration des rois Hùng en est la manifestation la plus importante. Elle se déroule la première semaine du troisième mois lunaire. Les participants sont vêtus de costumes et sont en compétition pour le meilleur palanquin et les plus beaux objets de culte. Un cortège se dirige vers le temple principal, accompagné de gongs et de tambours. Des mets à base de riz, comme des galettes ou des gâteaux de riz gluants, sont préparés pour l'occasion et servent d'offrandes. Plusieurs arts sont représentés, comme des arts verbaux, du chant Xoan, du jeu de tambours de bronze. Des prières et des requêtes complètent la cérémonie.  
Il existe aussi un culte permanent, qui a lieu tout au long de l'année. 
Les 17 et 18 avril 2021, les pratiquants, issus de tout le Vietnam, sont six millions. Des touristes offrent de l'encens pour célébrer ces ancêtres. Le temple Ha (Inférieur), le temple Trung (Moyen), le temple Thuong (Supérieur), ainsi que le temple Giêng (Puit), composent le lieu de culte. La population de Phú Thọ considère les rois Hùng comme des génies protecteurs des villages. 

## Reconnaissance
En 2012, « Le culte des rois Hùng à Phú Thọ » est ajouté à la liste représentative du patrimoine culturel immatériel de l'humanité. La description officielle que produisit cette institution évoque la solidarité spirituelle de cet ensemble de pratiques . Trân Van Hùng, de l’université Hùng Vuong, à Phu Tho, estime que les raisons de cette intégration sont la reconnaissance envers les ancêtres et la célébration des origines communes. 